# الرضوان (يزيدية)
رضوان أو ردوان (وأيضًا رضفان) كانت مكانًا في الدولة العثمانية (في منطقة غرزان، جنوب سعرد في تركيا الحديثة) يقطنه يزيديون.

## الاسم البديل
اقتبس المبشر الأمريكي هنري أ. هومز اسم "يزيدي خان" كاسم بديل لرضوان في القرن التاسع عشر.

## التاريخ
كانت رضوان إمارة يزيدية مستقلة في القرن التاسع عشر. حكم الأمير اليزيدي ميرزا آغا المنطقة أولاً وأخيراً السيد بك. كان قلعة ونهر في المنطقة يُعرفان أيضًا باسم رضوان.

## السكان
كان المكان يقطنه بشكل رئيسي اليزيديون، لكن بضع مئات من الأرمن عاشوا هناك أيضًا. بنى الأمير ميرزا آغا كنيسة في رضوان للسكان الأرمن المسيحيين.

## مذبحة اليزيديين في رضوان
كانت هناك العديد من النزاعات المسلحة بين اليزيديين والأكراد المسلمين في رضوان. بشكل خاص، كان الأكراد من قبيلة غويان، الذين أطلقوا على أنفسهم لقب "فرسان الإسلام"، معادين بشكل خاص لليزيديين. ذات مرة هاجم أعضاء قبيلة غويان قافلة يزيدية تتكون من 1500 فارس غير مسلح وقتلوا 500 منهم. كما قام الأمير الكردي بدر خان بك بالعديد من المذابح ضد اليزيديين. هاجر بعض اليزيديين إلى قضاء الشيخان وقضاء سنجار هربًا من المضايقات والاضطهاد الكردي.

## معركة رضوان 1828
كانت معركة بين 6500 يزيدي قاتلوا تحت قيادة ميرزا آغا الأسطوري ضد جيش قوامه 30 ألف كردي يقاتلون تحت قيادة الشيخ قاسم، تمكن اليزيديون من الفوز وتدمير الجيش الكردي.